# 姿大橋
姿大橋（すがたおおはし）は、新潟県十日町市の信濃川に架かる新潟県道285号姿土市停車場線の橋長183.7 m（メートル）の鈑桁橋。

## 概要
信濃川中流部の70.0 km（キロメートル）距離標から70 m上流側の地点に架橋されている。
- 形式 - 鋼4径間単純活荷重合成鈑桁橋
- 橋長 - 183.7 m[注釈 1]
  - 支間割 - 4×45 m
- 幅員
  - 総幅員 - 6 m
  - 有効幅員 - 5.5 m
- 基礎 - 井筒基礎

## 歴史
かつては貝野橋という鋼補剛トラス・鋼主塔の幅員3 mの吊橋及び木桁橋の有料橋が架かっていたが、1959年（昭和34年）に木桁部が流失するなどした。そのため、1965年（昭和40年）秋に永久橋への架け替えに着工し、工費78百万円を費やして1967年（昭和42年）11月29日に永久橋となる新橋が開通した。